# Nová Ves (district de Český Krumlov)
Pour les articles homonymes, voir Nová Ves.
Nová Ves (en allemand : Neudorf b. Berlau) est une commune du district de Český Krumlov, dans la région de Bohême-du-Sud, en République tchèque. Sa population s'élevait à 416 habitants en 2020.

## Géographie
Nová Ves se trouve à 16 km au nord-nord-ouest de Český Krumlov, à 18 km à l'ouest de České Budějovice et à 127 km au sud de Prague.
La commune est limitée par Brloh au sud, à l'ouest et au nord-ouest, par Záboří au nord, et par Jankov et Křemže à l'est.

## Histoire
La première mention écrite du village date de 1379.

## Administration
La commune se compose de deux quartiers :
- Nová Ves
- České Chalupy